# ویلیام ارل باکان
ویلیام ارل باکان (انگلیسی: William Earl Buchan؛ زادهٔ ۹ مهٔ ۱۹۳۵) قایقران قایق بادبانی اهل ایالات متحده آمریکا بود.